# Limnoria hicksi
Limnoria hicksi is een pissebed uit de familie Limnoriidae. De wetenschappelijke naam van de soort is voor het eerst geldig gepubliceerd in 1989 door Schotte.